# James W. Christy

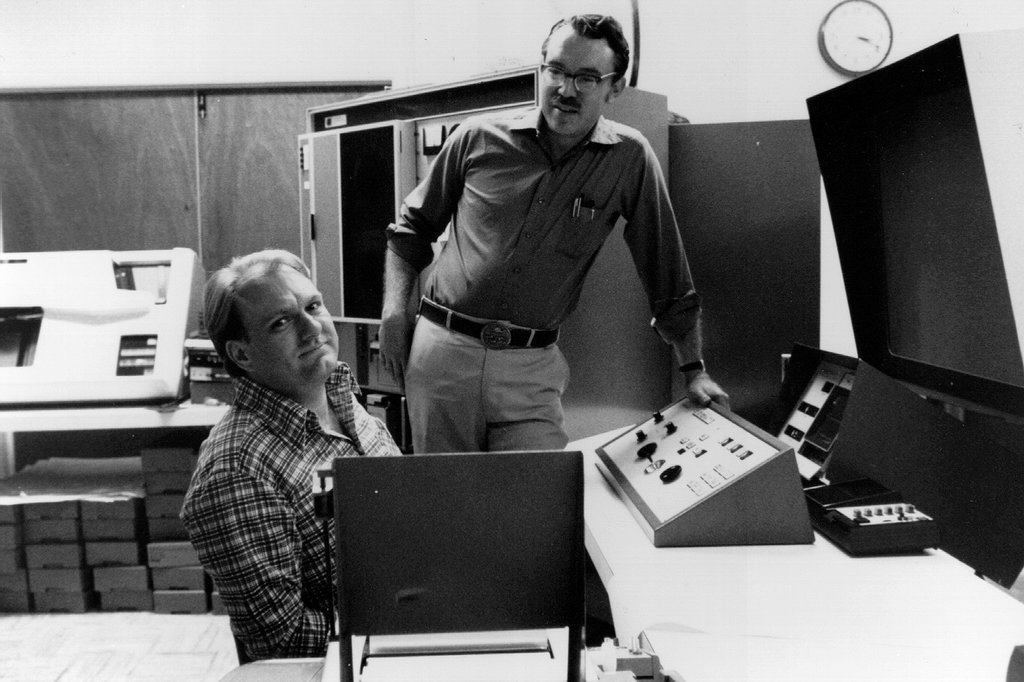
James Christy (links) und Robert Sutton Harrington, 1978

James Walter Christy (* 15. September 1938 in Milwaukee) ist ein US-amerikanischer Astronom.
1978 entdeckte er am United States Naval Observatory, dass der Zwergplanet Pluto einen Mond besitzt, den er Charon nannte. Christy hatte bei der Auswertung von fotografischen Platten festgestellt, dass Pluto „ausgebeult“ war. Dies wies auf die Existenz eines Mondes hin.
In modernen Teleskopen, wie dem Hubble-Teleskop oder erdgestützten Teleskopen mit Adaptiver Optik, können Pluto und Charon getrennt dargestellt werden.
2008 wurde der Asteroid (129564) Christy nach ihm benannt.